# Akodon toba
Akodon toba е вид бозайник от семейство Хомякови (Cricetidae).

## Разпространение
Видът е разпространен в Аржентина, Боливия и Парагвай.